# Mohamed Trabelsi
Mohamed Trabelsi (ar. محمد الطرابلسي; ur. 7 stycznia 1968) – tunezyjski piłkarz grający na pozycji obrońcy. W swojej karierze rozegrał 6 meczów w reprezentacji Tunezji.

## Kariera klubowa
W swojej karierze piłkarskiej Trabelsi grał w klubach OC Kerkennah i Club Africain. Z Club African zdobył Puchar Tunezji w sezonie 1997/1998.

## Kariera reprezentacyjna
W reprezentacji Tunezji Trabelsi zadebiutował 22 września 1993 w zremisowanym 2:2 towarzyskim meczu z Niemcami, rozegranym w Tunisie. W 1994 roku został powołany do kadry na Puchar Narodów Afryki 1994. Na tym turnieju nie rozegrał żadnego meczu. Od 1993 do 1994 roku rozegrał w kadrze narodowej 6 spotkań.